# Back for Good (Lied)
Back for Good ist ein Lied von Take That aus dem Jahr 1995. Es wurde von dem Sänger Gary Barlow geschrieben und ko-produziert und als Singleauskopplung des dritten Studioalbums Nobody Else veröffentlicht.

## Hintergrund
Back for Good war der sechste Nummer-eins-Hit der Boygroup in ihrer Heimat Großbritannien und ihr einziger Top-Ten-Hit in den Vereinigten Staaten (Platz 7). Gary Barlow, Songwriter der meisten Take-That-Hits, sang hier auch die Hauptstimme. Produziert wurde das Stück von Barlow und Chris Porter.
Die Single erschien als CD-Maxi und enthielt neben dem Lied auch eine Live-Aufnahme von Sure sowie einen Tournee-Mitschnitt ihres Beatles-Tribute-Medleys.
Nachdem Take That das Stück im Rahmen der BRIT Awards im Februar 1995 gesungen hatte, wurde die Nachfrage in den Medien so groß, dass man den Song bereits sechs Wochen vor dem Album Nobody Else am 27. März 1995 veröffentlichte. In der ersten Woche verkaufte sich die Single über 350.000 Mal, und sie hielt sich vier Wochen an der Spitze der britischen Charts. 1996 gewann der Song bei den BRIT Awards in der Kategorie Best British Single sowie die Auszeichnung als Song des Jahres des US-amerikanischen Billboard-Magazins. Für die Komposition gewann Barlow außerdem seinen dritten Ivor Novello Award, die wichtigste britische Auszeichnung für Komponisten und Songwriter.
Das Lied ist der bislang größte internationale Erfolg der Band. In Großbritannien, Irland, Australien, Kanada, Deutschland, Norwegen, Dänemark, Spanien, Chile, Israel und Lettland war der Popsong ein Nummer-eins-Hit, in vielen weiteren Ländern schaffte er es in die Top Ten. Das Stück war auch in zahlreichen Serien, u. a. in Spaced und The Office, zu hören. Bis 2015 gab es 192 eingetragene Coverversionen. Im Rahmen des Projektes Pop on Trial wählte das BBC-Publikum das Lied auf Platz 10 der einflussreichsten / bedeutendsten Titel der 1990er-Jahre. Back for Good verkaufte sich allein im Vereinigten Königreich mehr als eine Million Mal, Streaming nicht mit eingerechnet.

## Musikvideo

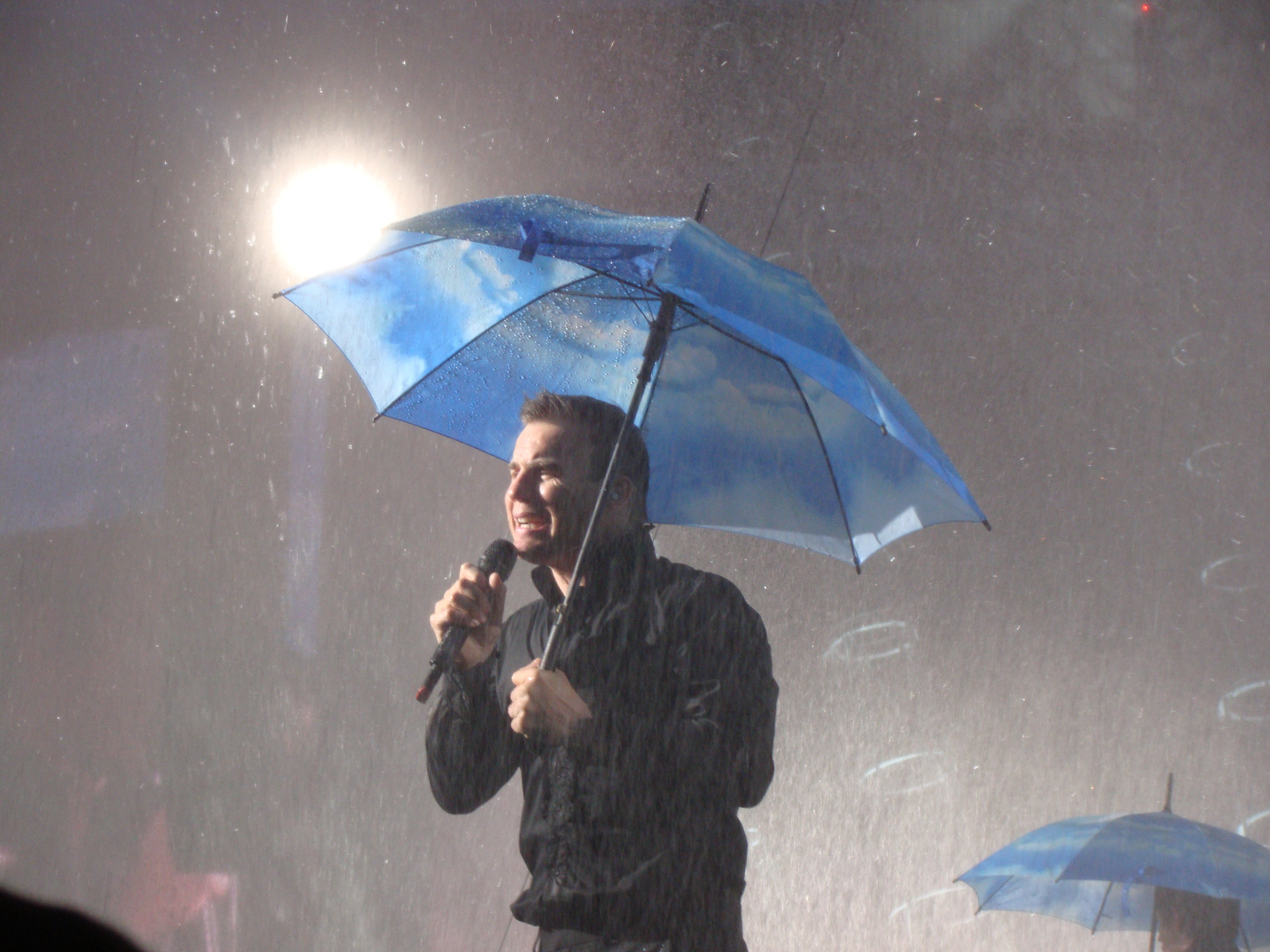
Gary Barlow singt „Back for Good“ im Kunstregen während der Take That present: The Circus Live Tournee 2009 im Stadium of Light

Das Musikvideo lebt von schlichten Bildern und einfachem Setting. Es ist in schwarzweiß gedreht, die Bandmitglieder befinden sich auf einem einsamen Parkplatz und tragen das Lied vor, Donald, Orange, Owen und Williams tanzen im Regen vor Oldtimern und einer kahlen Wand. Als Autos im Film sind ein 1951er Merkur, ein 1958er Chevrolet Impala sowie ein Nash Ambassador zu sehen. Die Aufnahmen entstanden in den Londoner Pinewood-Studios.
Es war das letzte Musikvideo, in dem Robbie Williams zu sehen war, bevor er sich 2010 der Band wieder anschloss.
Vermarktet wird es über die Kompilations-DVD Never Forget – The Ultimate Collection von 2005, welche sämtliche Musikvideos aus der ersten Hochphase der Band in den 1990er-Jahren bündelt.
Das Videothema spielte auch bei Live-Performances der Band immer wieder eine Rolle, so ließen sie es unter anderem während ihrer Circus-Tournee (2009) inmitten der ausverkauften Stadien regnen, bei anderen Tourneen und Auftritten zeigt während des Songs meist das jeweilige Bühnendesign (Stage Backdrop) ein schlichtes Regenmotiv.
The Wanted gestalteten ihr Musikvideo zu „Walks Like Rihanna“ als Hommage an drei verschiedene Boyband-Klassiker, darunter „Back for Good“.

## Kommerzieller Erfolg

### Chartplatzierungen
Back for Good erreichte in Deutschland die Chartspitze der Singlecharts und platzierte sich vier Wochen an ebendieser sowie neun Wochen in den Top 10 und 31 Wochen in den Top 100. Take That erreichte hiermit zum zehnten Mal die deutschen Charts, es ist nach Babe ihr zweiter Top-10-Hit sowie der erste Nummer-eins-Hit. Bis heute konnte sich keine Single der Band länger in den deutschen Charts platzieren. In den deutschen Airplaycharts platzierte sich das Lied für 14 Wochen an der Chartspitze, solange wie kein anderes Lied in diesem Kalenderjahr. In Österreich erreichte die Single Rang drei und platzierte sich zehn Wochen in den Top 10 und 16 Wochen in den Charts. Die Band erreichte hiermit zum fünften Mal die Charts in Österreich, es ist ihr erster Top-10-Erfolg. In der Schweizer Hitparade erreichte Back for Good Rang zwei und musste sich lediglich Scatman (Ski-Ba-Bop-Ba-Dop-Bop) von Scatman John geschlagen geben. Der sechste Charterfolg und zugleich zweite Top-10-Erfolg nach Babe hielt sich zwölf Wochen in den Top 10 und 29 Wochen in den Charts. In den britischen Charts erreichte Back for Good ebenfalls die Chartspitze und platzierte sich vier Wochen an ebendieser sowie sieben Wochen in den Top 10 und 18 Wochen in den Charts. Für Take That ist es der 14. Single-Charterfolg, es ist ihr elfter Top-10-Hit sowie der sechste Nummer-eins-Hit. Es ist nach Sure der zweite Nummer-eins-Hit in Folge. In den US-amerikanischen Billboard Hot 100 erreichte die Single Rang sieben und platzierte sich fünf Wochen in den Top 10 und 30 Wochen in den Top 100. Es ist der einzige Charthit der Band in den Vereinigten Staaten. Darüber hinaus erreichte das Stück die Chartspitze in Australien und Norwegen.
1995 platzierte sich Back for Good auf Rang sieben der deutschen Single-Jahrescharts sowie auf Rang 16 in Österreich, Rang 14 in der Schweiz und Rang 62 in den Vereinigten Staaten. Im Folgejahr belegte die Single nochmals Rang 95 der US-amerikanischen Jahrescharts.
| ChartsChartplatzierungen       | Höchstplatzierung | Wochen |
| ------------------------------ | ----------------- | ------ |
| Deutschland (GfK)              | 1 (31 Wo.)        | 31     |
| Österreich (Ö3)                | 3 (16 Wo.)        | 16     |
| Schweiz (IFPI)                 | 2 (29 Wo.)        | 29     |
| Vereinigte Staaten (Billboard) | 7 (30 Wo.)        | 30     |
| Vereinigtes Königreich (OCC)   | 1 (18 Wo.)        | 18     |

| ChartsJahrescharts (1995)      | Platzierung |
| ------------------------------ | ----------- |
| Deutschland (GfK)              | 7           |
| Österreich (Ö3)                | 16          |
| Schweiz (IFPI)                 | 14          |
| Vereinigte Staaten (Billboard) | 62          |
| Vereinigtes Königreich (OCC)   | 4           |

| ChartsJahrescharts (1996)      | Platzierung |
| ------------------------------ | ----------- |
| Vereinigte Staaten (Billboard) | 95          |

## Auszeichnungen für Musikverkäufe
| Land/Region                  | Auszeichnungen für Musikverkäufe (Land/Region, Auszeichnung, Verkäufe) | Verkäufe  |
| ---------------------------- | ---------------------------------------------------------------------- | --------- |
| Australien (ARIA)            | Platin                                                                 | 70.000    |
| Belgien (BRMA)               | Gold                                                                   | 25.000    |
| Dänemark (IFPI)              | Gold                                                                   | 45.000    |
| Deutschland (BVMI)           | Gold                                                                   | 250.000   |
| Österreich (IFPI)            | Gold                                                                   | 25.000    |
| Spanien (Promusicae)         | Gold                                                                   | 30.000    |
| Vereinigte Staaten (RIAA)    | —                                                                      | 427.000   |
| Vereinigtes Königreich (BPI) | 2× Platin                                                              | 1.200.000 |
| Insgesamt                    | 5× Gold · 3× Platin ·                                                  | 2.082.000 |

## Coverversionen (Auswahl)
Es existieren an die 200 eingetragenen Cover von „Back for Good“. Im Folgenden sind einige vor allem im deutschsprachigen Raum relevante Versionen aufgeführt:
- 1995: Die Schlümpfe (Winterzeit ist schön)
- 1996: Wise Guys (A-Cappella-Version)
- 1996: Michael Morgan (Komm zurück zu mir)
- 1997: Robbie Williams (Liveversion)
- 1997: Badesalz
- 1997: Michael „Bully“ Herbig (als „Back für Ruth“ in der Bullyparade)
- 1998: Dr. Mablues and the Detail Horns
- 1999: Maybebop (Neunziger-Jahre-Medley)
- 2002: Bernard Butler
- 2006: Deutschland sucht den Superstar
- 2009: Boyz II Men
- 2011: Chris Norman
- 2015: Ross Antony (Komm zurück zu mir)
- 2021: Team 5ünf (Komm zurück zu mir)